# Łyse Zęby
Łyse Zęby – kilka niewielkich turni w grupie Łysych Skał na orograficznie prawym zboczu Doliny Szklarki, w obrębie miejscowości Jerzmanowice w województwie małopolskim, w powiecie krakowskim, w gminie Jerzmanowice-Przeginia. Jest to obszar Wyżyny Olkuskiej będącej częścią Wyżyny Krakowsko-Częstochowskiej.
Łyse Zęby to wapienne skały znajdujące się w lesie, około 20 m po północno-wschodniej stronie Łysej. Mają wysokość 6–10 m, ściany połogie, pionowe lub przewieszone z filarami. Niektóre mają postać iglicy, jedna z nich jest silnie przechylona. Są obiektem wspinaczki skalnej typu boulderingowego.

## Drogi wspinaczkowe
Łyse Zęby są obiektem wspinaczki skalnej typu boulderingowego. Wspinacze poprowadzili na nich 15 dróg wspinaczkowych oraz 1 projekt. Drogi mają trudność od IV do VI.4+ w skali krakowskiej i wystawę zachodnią, północno-zachodnią i północno-wschodnią. Większość z nich ma zamontowane stałe punkty asekuracyjne w postaci 2–5 ringów (r) lub haków (h) i stanowiska zjazdowe (st), dwa ringi zjazdowe (2rz), lub jeden ring zjazdowy (rz).
Łyse Zęby I
1. Karoshi; IV, 10 m
2. Seppuku; 2r +st, VI.4+, 10 m

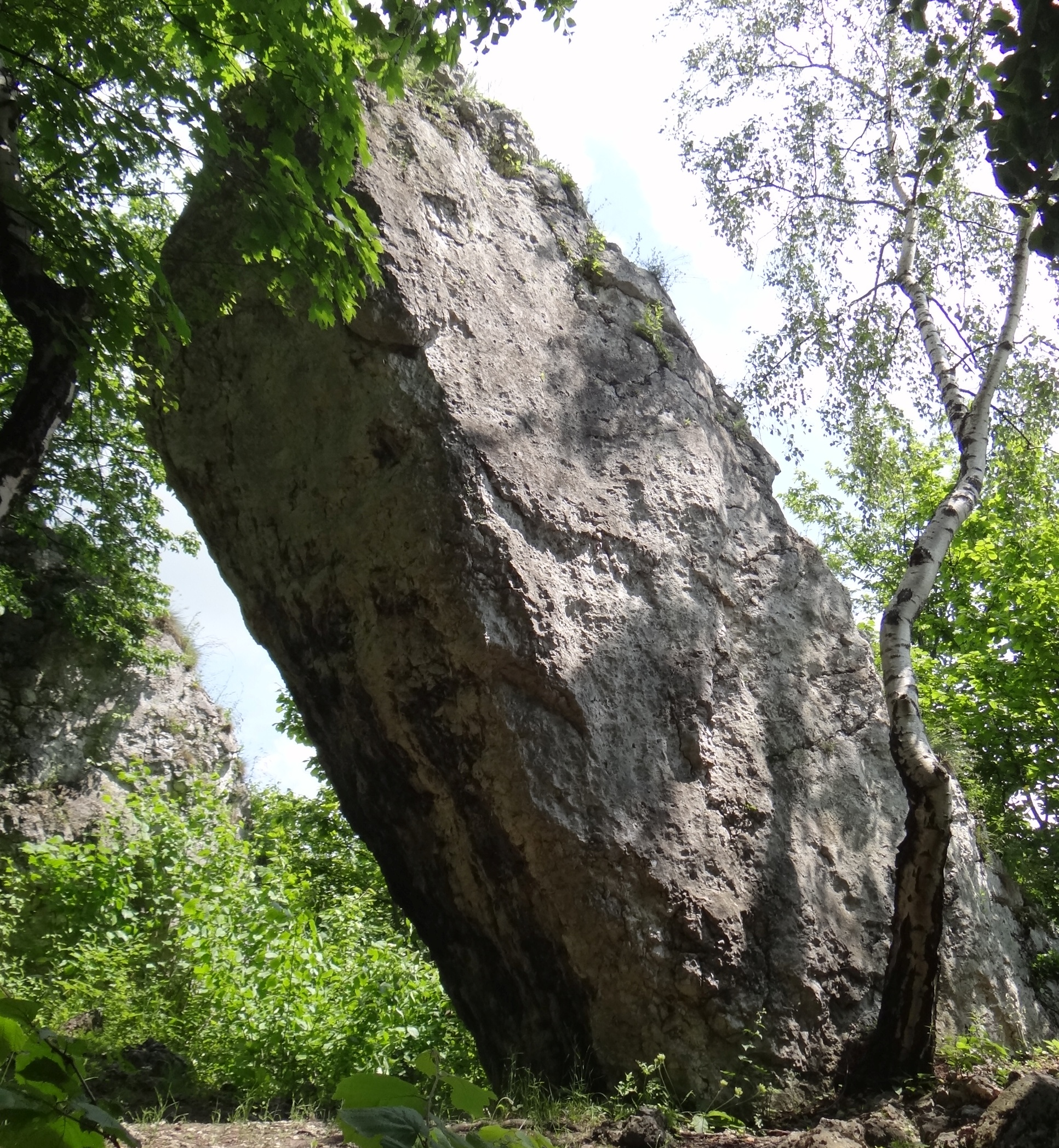
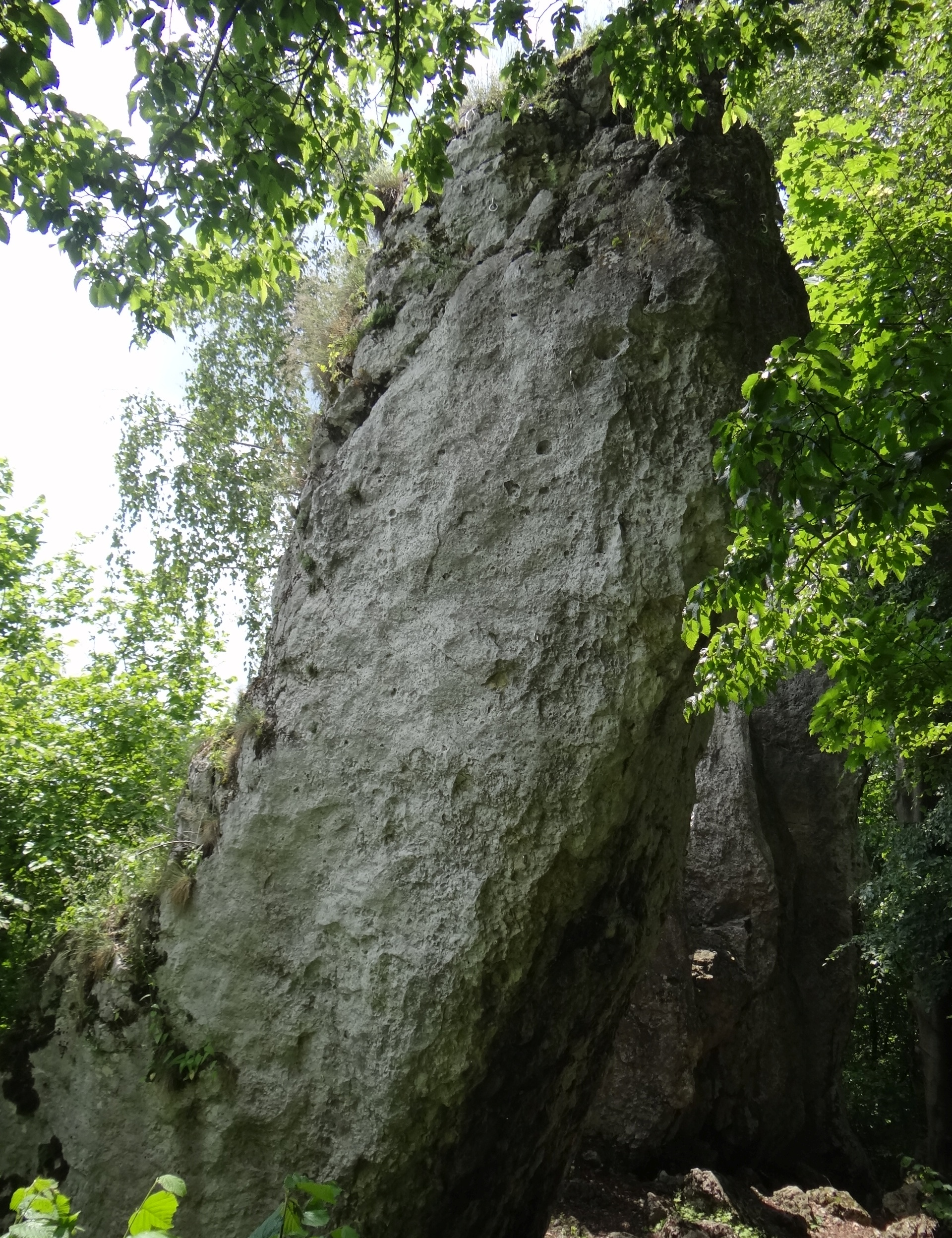
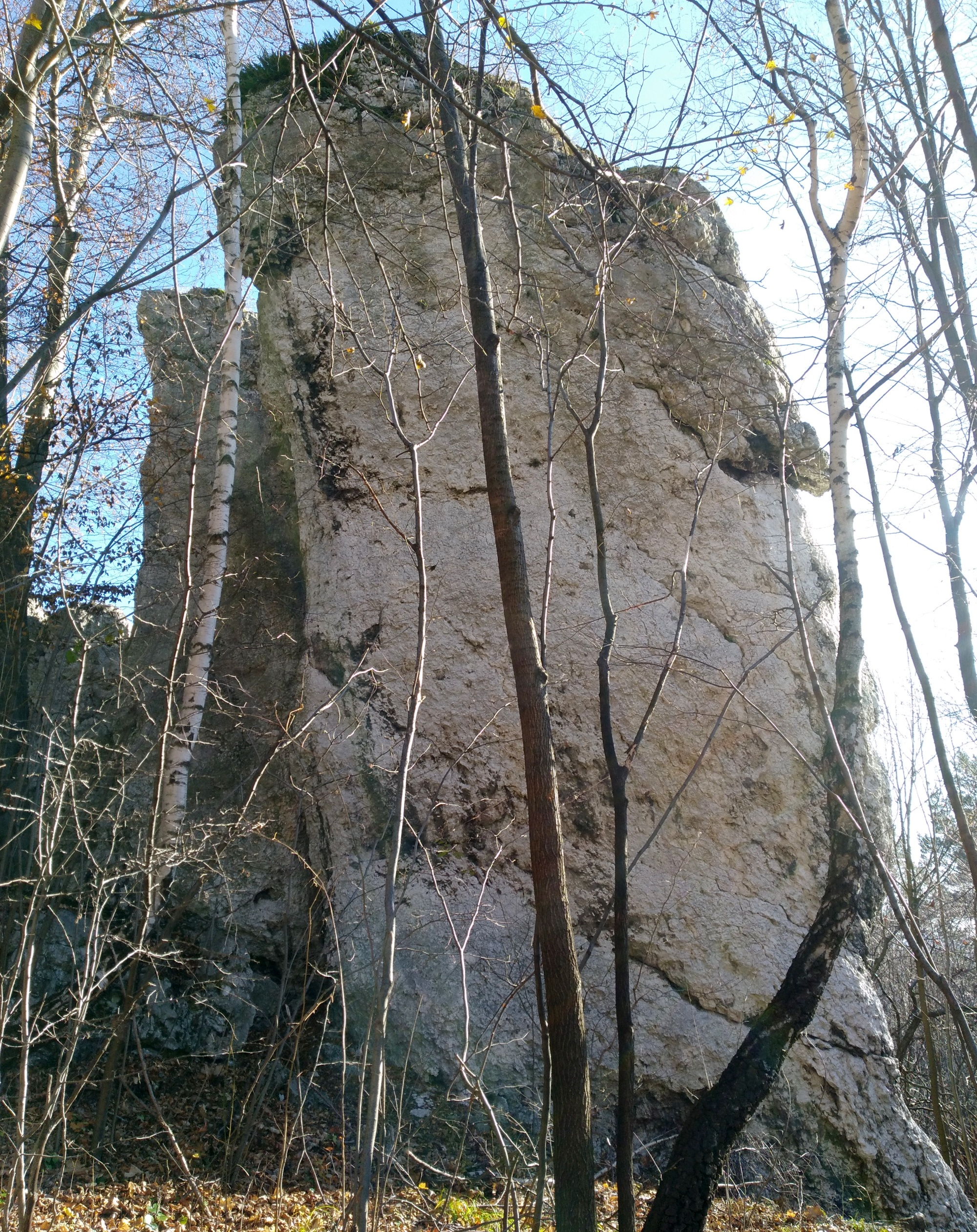
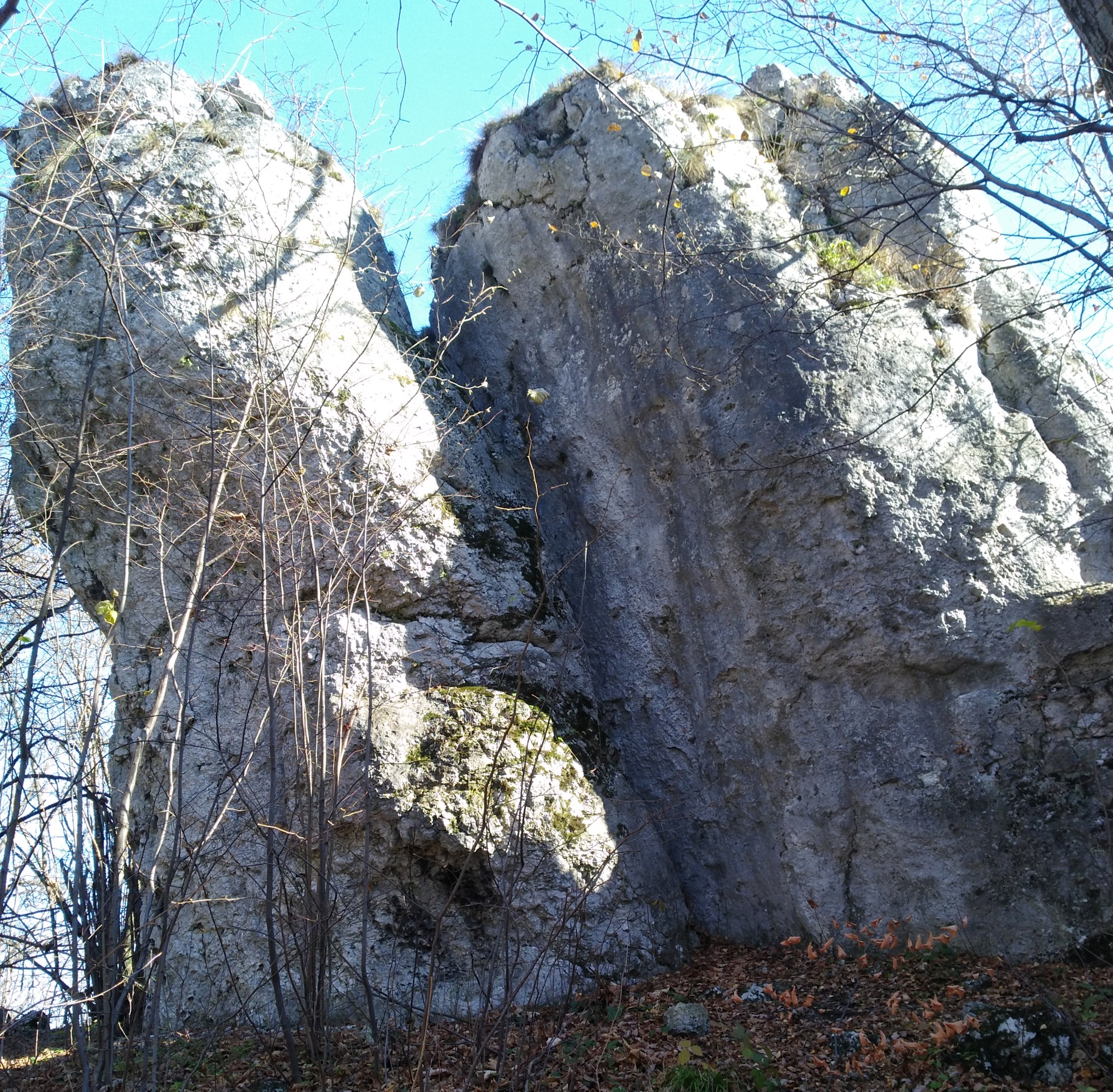
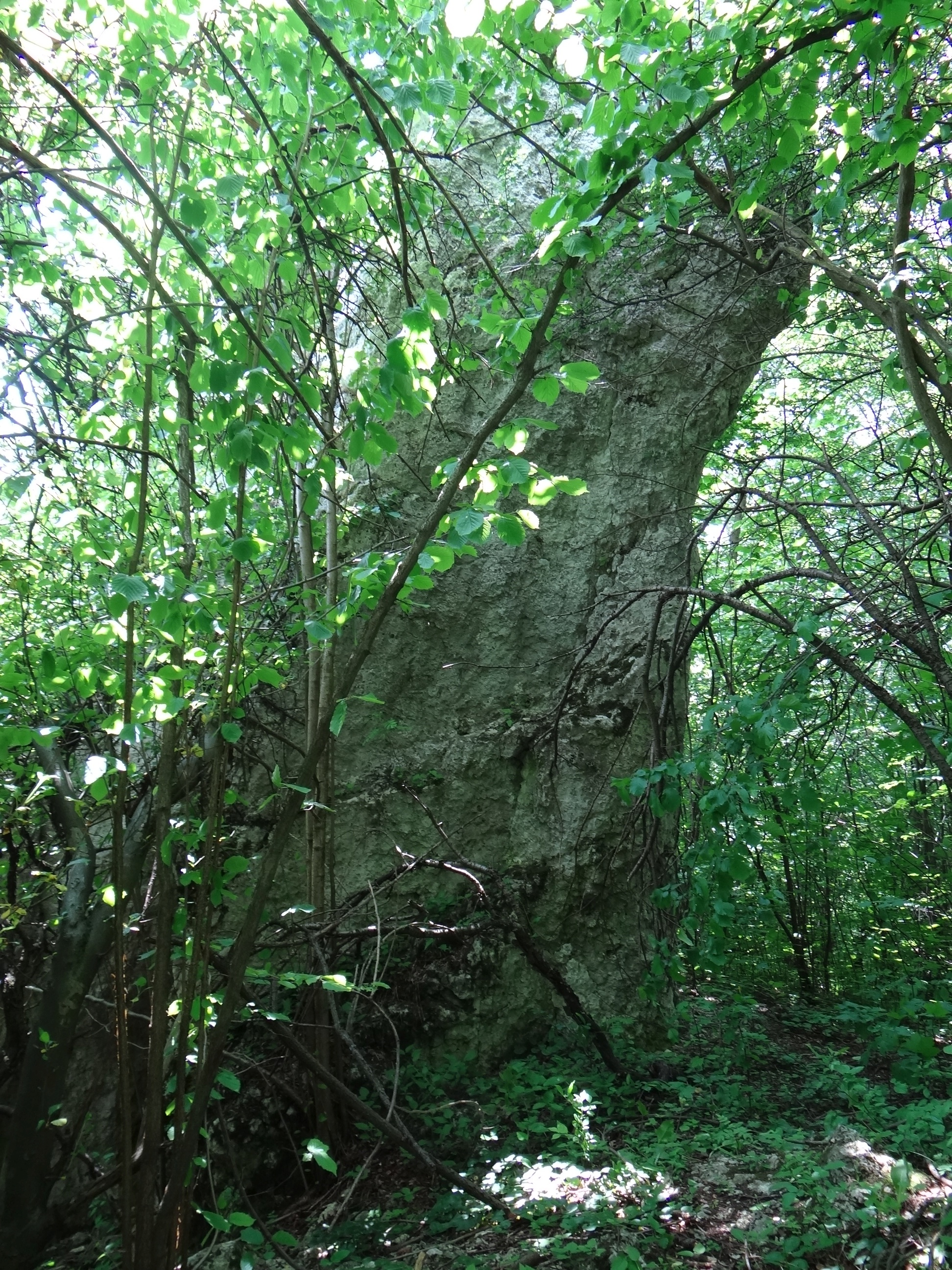
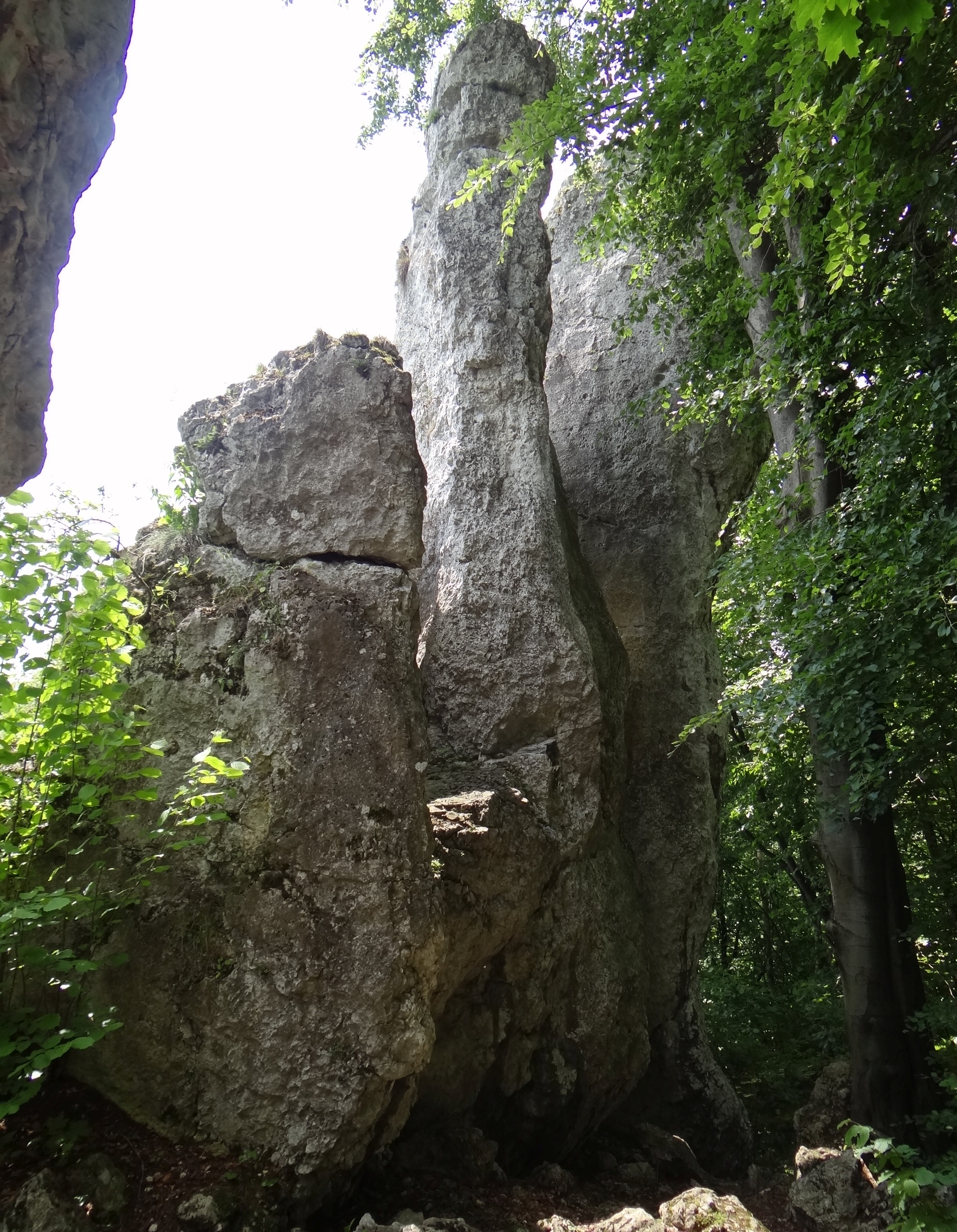
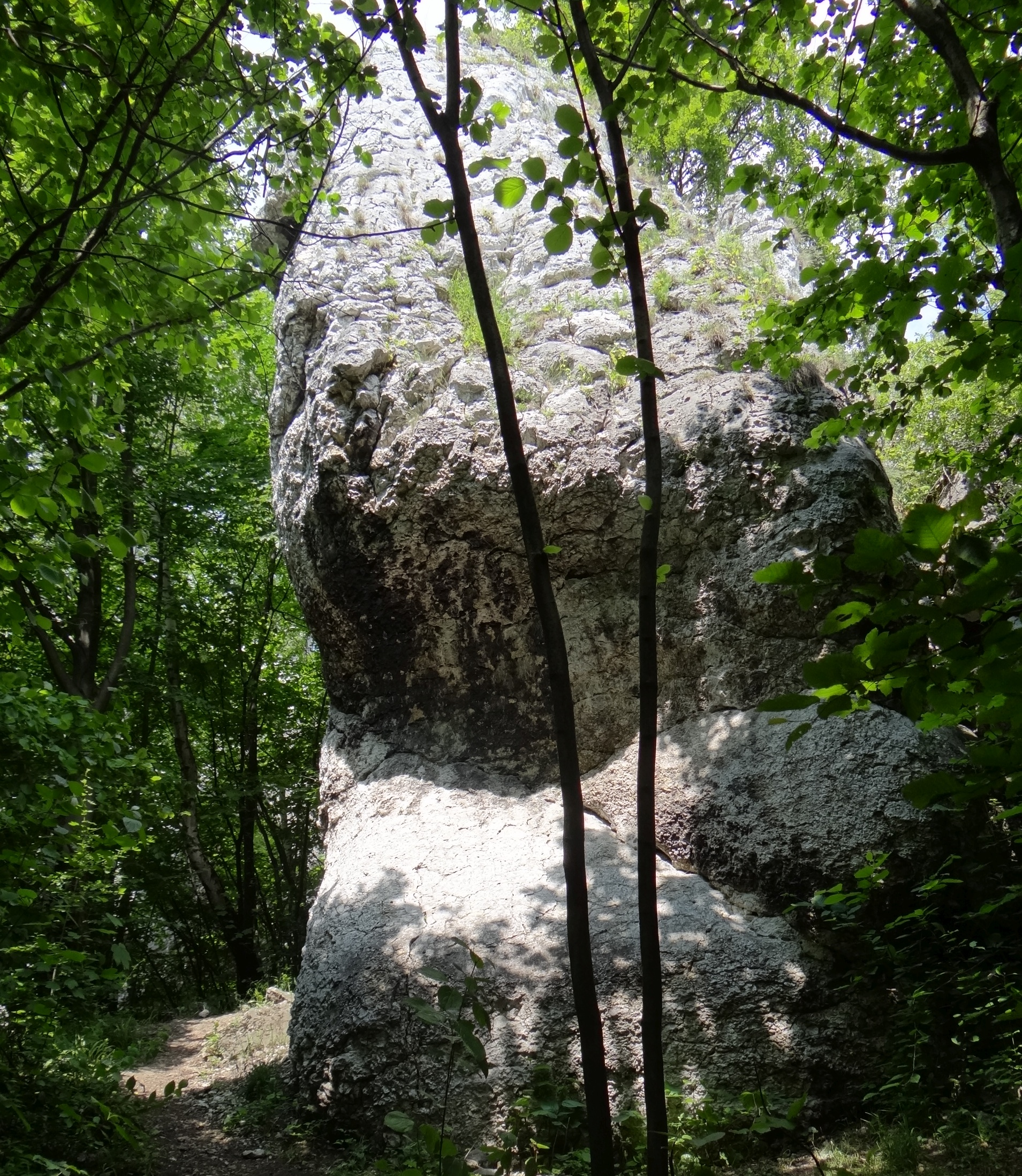

3. Haiku współczesne; 2r + ST VI.3, 10 m
4. Trawiasta rysa; IV+, 10 m

Łyse Zęby II
1. Teoria ochrony dziąsła; VI.1+, 10 m

Łyse Zęby III
1. Projekt; 3r + 2rz, 9 m
2. Lewy siekacz; 2r + 2rz, VI.4, 9 m
3. Prawy siekacz; 2r + 2rz, VI.3+, 9 m
4. Buldent; 3r + 2rz, VI.3, 9 m

Łyse Zęby IV
1. Buldent; 3r + 2rz, VI.3, 9 m
2. Ekstrakcja; 2r + 2rz, V+, 9 m

Łyse Zęby V
1. Inkantacja; 3r + 2rz, IV, 10 m
2. Inkarnacja; 2r + 2rz, IV+, 10 m
3. Komin z palcem; IV, 11 m
4. Z palcem w kupie; 5r + st, VI.1+, 11 m
5. Malinowy Sasza; 4r + 2rz, VI.2+, 10 m[3].